# Ford Durango
Ford Durango – samochód dostawczo-osobowy typu pickup klasy średniej produkowany pod amerykańską marką Ford w latach 1979 – 1982.

## Historia i opis modelu

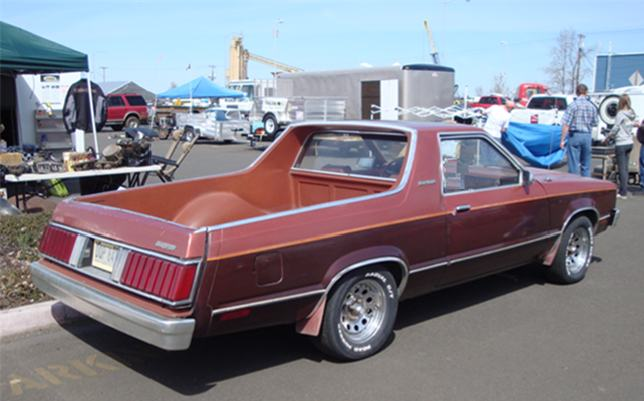
Ford Durango - tył

W 1979 roku Ford zdecydował się zastąpić linię modelową Ranchero zupełnie nowym, mniejszym modelem opartym na średniej wielkości Fairmoncie. Ford Durango był ostatnim pickupem łączącym cechy samochodu osobowego z możliwościami transportowymi w ramach koncepcji coupe utility. Pojazd produkowany był w ramach współpracy z przedsiębiorstwem National Coach Works z Los Angeles.

### Następca
Trwająca 3 lata produkcja Forda Durango zakończyła się w 1982 roku. Prezentując następcę, Ford opracował go według zupełnie nowej koncepcji. Model Ranger zbudowano na bazie SUV-a, a nie samochodu osobowego.

### Silnik
- L6 3.3l Thriftpower Six